# Totaal unimodulair
Totaal unimodulair is een begrip uit de lineaire algebra. Een totaal unimodulaire matrix (TU matrix) is een matrix waarvan iedere vierkante niet-singuliere deelmatrix unimodulair is. Een totaal unimodulaire matrix hoeft niet per se vierkant te zijn. Iedere TU matrix bestaat alleen uit de getallen 0, 1 en -1.

## Voorbeeld
{\displaystyle \mathbf {A} ={\begin{bmatrix}-1&-1&0&0&0&+1\\+1&0&-1&-1&0&0\\0&+1&+1&0&-1&0\\0&0&0&+1&+1&-1\\\end{bmatrix}}}